# Puig de la Font (Pradell de la Teixeta)
El Puig de la Font és una muntanya de 676 metres que es troba al municipi de Pradell de la Teixeta, a la comarca catalana del Priorat.